# Luiz Eduardo da Silva dos Santos
Luiz Eduardo da Silva dos Santos (født 24. februar 1996) er en brasiliansk fodboldspiller.
Han har spillet for flere forskellige klubber i sin karriere, herunder Kashiwa Reysol.